# Jaapiella dracocephalicola
Jaapiella dracocephalicola är en tvåvingeart som beskrevs av Fedotova 1998. Jaapiella dracocephalicola ingår i släktet Jaapiella och familjen gallmyggor. Inga underarter finns listade i Catalogue of Life.